# Љубав и грех
Љубав и грех (шп. Pecados ajenos) америчка је теленовела, продукцијске куће Телемундо, снимана током 2007. и 2008.
У Србији је емитована 2008. на Фокс телевизији.

## Синопсис
Љубав и грех је прича о новој љубави која ће настати из два уништена брака.
С једне стране, Наталија жели да изађе из брака пуног злоупотребе и малтретирања. Њен муж је алкохоличар, који ју је оженио из чистог интереса и држи је заробљеном у вези која јој не одговара. Њена свекрва кроз сваку прилику је се жели отарасити, и уз помоћ Инес, Наталијине најбоље пријатељице, саставља план којим којим ће своју снају претворити у бегунца од правде.
С друге стране, Адријан живи у браку без љубави. Иако се оженио из љубави, болесна љубомора његове жене га је заробила у загушен брак. 
Када се сретну по први пут, Наталија и Адријан ће открити да су сродне душе и отпочеће везу кроз коју ће се морати супротставити многим теретима који их спречавају при постизању живота пуног задовољства и љубави.

## Профили ликова
Наталија (Лорена Рохас) – прелепа, интелигентна, осећајна жена која је живот посветила деци Глорији и Луису. Као млада веровала је да је Рохелио, њен муж, једина права љубав, али после много година проведених у лошем, несрећном браку пуном понижења, схвата да је у њему тражила само слику свог оца. Када упозна Адријана спознаће шта је права љубав и одлучиће да отвори врата срећи. Цена праве љубави за њу ће бити превисока.
Адријан (Маурисио Ислас) – Адријан је привлачан, весео, искрен и уљудан. Његов добар изглед помоћи ће му у менаџерској каријери, али ће бити и главни разлог за патолошку љубомору супруге Елене, која ће претворити њихов брак у ноћну мору. Ипак, Адријан је одан муж, добар и пожртвован отац деци Денис и Алфреду, забринут што деца стално присуствују њиховим свађама. Заљубиће се у Наталију и заједно ће проћи кроз још једну тешку фазу живота..
Рохелио (Аријел Лопез Падиља) – згодан, али бескарактеран мушкарац. Директор је у новинској кући коју држи његова прорачуната и манипулативна мајка Агата. Свестан да је марионета у рукама мајке, и да не успева да се извуче из њених канџи одаје се пићу и постаје насилан. Када Наталија оде, још једном ће дозволити мајци да умеша прсте препуштајући јој децу.
Елена (Сонја Смит) – атрактивна интелигентна Елена је у суштини несигурна и бескрајно љубоморна жена, неспособна да контролише своје импулсе, због чега ће Адријану брак постати затвор. Својим изливима беса покренутим љубомором, успева све да убеди да је луда, а заправо само жели да привуче пажњу. Иако воли своју децу, није много заинтересована за њих, јер је њена пажња искључиво усмерена на Адријана. Елена неће моћи да прихвати да се Адријан заљубио у Наталију и учиниће све да јој загорча живот.

## Улоге
| Глумац:               | Улога:                        |
| --------------------- | ----------------------------- |
| Лорена Рохас          | Наталија Руиз                 |
| Маурисио Ислас        | Адријан Торес                 |
| Катерине Сијачоке     | Инес Ваљехо                   |
| Сонја Смит            | Елена Сандовал                |
| Аријел Лопез Падиља   | Рохелио Мерсенарио            |
| Себастијан Лигарде    | Мануел                        |
| Лупита Ферер          | Агата Мерсенарио              |
| Данијел Луго          | Марсело Мерсенарио            |
| Марица Родригез       | Карен Валехо                  |
| Хектор Соберон        | Гари Мендоза                  |
| Алисија Плаза         | Моника Рохас                  |
| Карлос Умберто Камачо | Саул Фарера                   |
| Чела Аријас           | Ракел Сандовал                |
| Раул Изакире          | Едуардо Лариос                |
| Евелин Сантос         | Гаспарина Годој               |
| Милдред Куироз        | Лаура Агилар                  |
| Роберто Уикочеа       | Анселмо Агилар                |
| Хана Зеа              | Роси Сандовал                 |
| Андрес Гарсија Јуниор | Хавијер Алфаро                |
| Аријана Колчерати     | Чабела                        |
| Мајте Вилан           | Марисела Бракамонтес          |
| Адела Ромеро          | Мелинда                       |
| Нури Флорес           | Лолита                        |
| Раул Дуран            | Бенито Алехо Гамбоа Моктесума |
| Маријана Торес        | Денис Торес                   |
| Софија Лама           | Глорија Мерсенарио            |
| Ђенкарлос Канела      | Алфредо Торес                 |
| Алонсо Еспелета       | Луис Мерсенарио               |
| Пабло Портиљо         | Хектор Асекас                 |
| Роберто Плантијер     | Чарли Ваљехо                  |
| Едуардо Куерво        | Рикардо Лариос                |
| Хулио Окампо          | Рамон                         |
| Жована дел Портиљо    | Данијела                      |
| Тали Дукло            | Елса Афтаро                   |
| Химена Дуке           | Марија Агилар                 |